# 永嘉四灵
永嘉四灵为宋宁宗時，浙江永嘉四位宋詩诗人的总称。

## 人物
徐照（徐灵晖）、徐玑（徐灵渊）、赵师秀（赵灵秀）、翁卷（翁灵舒）。四人仝學於葉水心門下。

## 特点
其创作抛开了理学家之说教，力图恢复被江西诗派抛弃之“唐律”，极力保持诗歌之艺术特性。然而诗歌多效仿贾岛、姚合，崇尚五言，重视白描，摹写物态，研炼声律，其诗风重回至宋初晚唐体之狭窄道路上。内容多继承字田园山水诗的传统，倾向于描写清闲自在生活；格律上，追求刻意求工，直接描写，尤忌用典。